# A 44-Calibre Mystery
A 44-Calibre Mystery, também conhecido como Sure-Shot Morgan, é um filme norte-americano de 1917, do gênero faroeste, dirigido por Fred Kelsey.

## Elenco
- Harry Carey
- Claire Du Brey
- Hoot Gibson
- Frank MacQuarrie
- Vester Pegg
- William Steele creditado como William Gettinger
- Maude Emory